# Ivan Dias
Ivan Dias (Bombay, Raj británico; 14 de abril de 1936-Roma, Italia; 19 de junio de 2017) fue un sacerdote, arzobispo y cardenal indio que se desempeñó como prefecto de la Congregación para la Evangelización de los Pueblos de 2006 a 2011.

## Biografía

### Sacerdote
Fue ordenado sacerdote el 8 de diciembre de 1958, estudió derecho canónico y obtuvo un doctorado en esa disciplina en la Pontificia Universidad Lateranense.
Después de ser miembro de la Academia Pontificia Eclesiástica, entró en la Secretaría de Estado de la Santa Sede en 1964. Fue secretario en diversas nunciaturas alrededor del mundo: Escandinavia, Indonesia, Madagascar, Reunión, Comores, Islas Mauricio.

### Obispo
Fue consagrado obispo en 1982. Como nuncio de Albania se ocupó de la jerarquía católica en Europa luego de la caída del régimen comunista. 
El 8 de noviembre de 1996 fue nombrado arzobispo de Bombay.

### Cardenal
Fue creado cardenal por Juan Pablo II en el consistorio del 21 de febrero de 2001 con el título de cardenal presbítero de Spirito Santo alla Ferratella.
Fue nombrado prefecto de la Congregación para la Evangelización de los Pueblos el 20 de mayo de 2006.
En el seno de la curia romana, fue también miembro de la Congregación para la Doctrina de la Fe, de la Congregación para el Culto Divino y la Disciplina de los Sacramentos, de la Congregación para la educación católica, del Pontificio Consejo para la cultura, del Pontificio Consejo para los laicos, del Consejo pontificio para la Promoción de la Unidad de los Cristianos, del Pontificio Consejo para el diálogo interreligioso, del Consejo pontificio para las comunicaciones sociales y de la Comisión Pontificia para América Latina.
El 10 de mayo de 2011 fue aceptada su renuncia por motivos de edad presentada al Santo Padre Benedicto XVI.
Falleció en Roma a la edad de 81 años el 19 de junio de 2017.  El funeral se celebró el 21 de junio a las 15 h en el Altar de la Cátedra de la Basílica de San Pedro, la liturgia fúnebre fue celebrada por el Cardenal Angelo Sodano, decano del Colegio Cardenalicio, mientras que al final de la celebración, el Papa Francisco presidió el rito de la última commendatio y de la valedictio. El cuerpo fue luego enterrado en la capilla de Propaganda Fide en el Cementerio comunal monumental Campo Verano.